# (526) Jena
(526) Jena ist ein Asteroid des Hauptgürtels, der am 14. März 1904 vom deutschen Astronomen Max Wolf in Heidelberg entdeckt wurde.
Der Asteroid ist nach der Stadt Jena in Thüringen benannt.